# Absolute Green Lantern
Absolute Green Lantern es una serie de cómics de terror y superhéroes publicada por DC Comics. Está basada en el personaje Linterna Verde y presenta una reinterpretación de su mito. La serie, escrita por Al Ewing e ilustrada por Jahnoy Lindsay, se lanzó el 2 de abril de 2025 como parte del sello Universo Absolute (AU) de DC. Es el sexto título del sello y el último de la segunda tanda de títulos de la editorial Absolute tras Absolute Martian Manhunter.

## Premisa
La serie se centra en Jo Mullein, Hal Jordan, John Stewart y Guy Gardner después de que un gran Linterna Verde cae del cielo y aplasta una ciudad, causando una paranoia generalizada.

## Historia de publicación
Para julio de 2024, Al Ewing participó en el desarrollo de una serie de Linterna Verde bajo el sello Absolute Universe (AU) de DC Comics, titulada Absolute Green Lantern, con el ilustrador Jahnoy Lindsay. El cómic comenzó a publicarse en abril de 2025.
Ewing describió la serie como un título de terror, similar a su trabajo anterior en El Inmortal Hulk, con un tema principal siendo el miedo a lo desconocido, también vinculado con el horror religioso y cósmico, y la naturaleza de Dios.
Sojourner Mullein fue elegida000 como protagonista principal debido a lo que Ewing sintió que era su sobreabundancia de personajes masculinos de mediana edad escritos, además de leer y gustarle el título de N. K. Jemisin Sector lejano, donde debutó Jo.